# Osteocalcina
L'osteocalcina è un ormone peptidico lineare, formato da 49 amminoacidi e prodotto dagli osteoblasti durante la formazione ossea. Questo peptide ha una vita media molto corta, e viene metabolizzato velocemente nel fegato e nei reni.
Nella sua forma carbossilata lega direttamente il calcio, inibendo la deposizione dei cristalli durante la mineralizzazione, quindi si concentra nell'osso.
Nella sua forma non carbossilata l'osteocalcina agisce come ormone:
- Nel pancreas l'osteocalcina agisce sulle cellule beta, inducendo le cellule beta del pancreas a rilasciare più insulina .
- Nelle cellule adipose l'osteocalcina innesca il rilascio dell'ormone adiponectina , che aumenta la sensibilità all'insulina.
- Nel muscolo l'osteocalcina agisce sui miociti per favorire la disponibilità e l'utilizzo di energia e in questo modo favorisce la capacità di esercizio.
- Nei testicoli l'osteocalcina agisce sulle cellule di Leydig, stimolando la biosintesi del testosterone e quindi influisce sulla fertilità maschile .
- Nel cervello l'osteocalcina svolge un ruolo importante nello sviluppo e nel funzionamento.

Circa il 20% dell'osteocalcina sintetizzata non si incorpora nelle ossa, passando alla circolazione sanguigna e quindi divenendo misurabile. I livelli di osteocalcina sono correlati positivamente con il quoziente di formazione ossa fra le donne normali e affette da osteoporosi. Si può misurare con istomorfometria.
Alcune patologie che comportano un incremento della formazione delle ossa possono causare incrementi di osteocalcina, o un aumento dell'attività osteoblastica. In questi casi le concentrazioni di osteocalcina coincidono con altri marcatori come la fosfatasi alcalina e l'istomorfometria ossea. Aumenta anche nell'insufficienza renale acuta.